# Juan Gómez Voglino
Juan Antonio Gómez Voglino (né le 26 juillet 1947 à Vicente López dans la province de Buenos Aires en Argentine) est un joueur de football argentin.
Il a évolué au poste d'attaquant en Argentine, Espagne, Colombie et Venezuela.
Il est le meilleur buteur de l'histoire du Club Atlético Atlanta en professionnel, avec 68 buts en 188 rencontres.

## Palmarès

### Club
| Titre                         | Équipe                               | Pays      | Année |
| ----------------------------- | ------------------------------------ | --------- | ----- |
| Primera División de Venezuela | Universidad de Los Andes Fútbol Club | Venezuela | 1983  |

### Individuel
| Distinction                                         | Année |
| --------------------------------------------------- | ----- |
| Meilleur buteur de la Primera División de Argentina | 1973  |